# Moamín

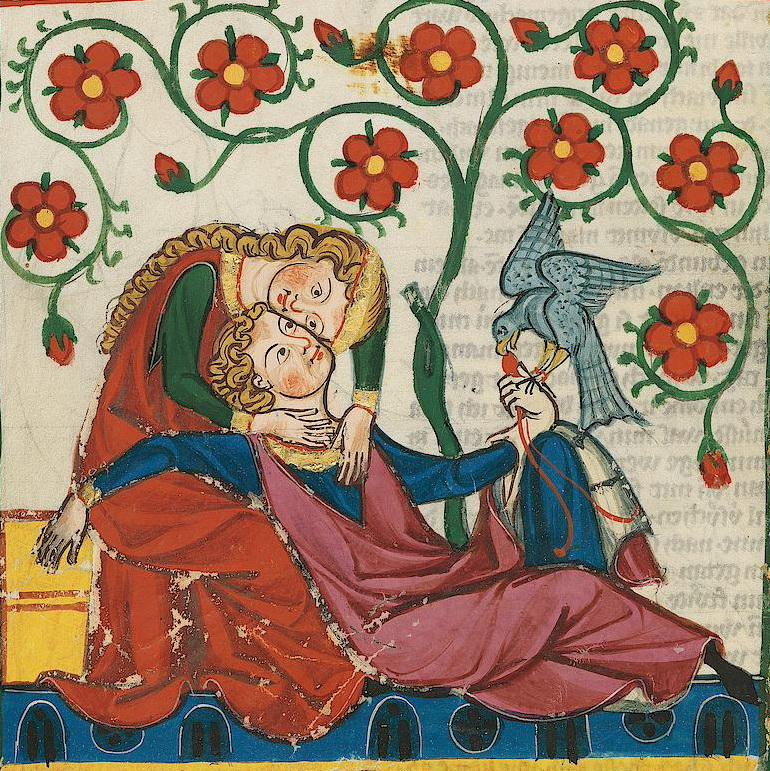
Escena idílica sobre la cetrería en las tierras suevas: Federico II y Bianca Lancia (madre de Manfredo), en el Codex Manesse.

Moamín (Moamyn, fl. siglo IX) es el nombre con el que era conocido en la Europa medieval un cetrero árabe del siglo IX, autor de un importante tratado sobre la cetrería que solo nos es conocido por sus versiones latina y románicas.

## Sobre su identidad
La identidad de este cetrero árabe es un misterio. El nombre con el que se le conoce en el Occidente medieval es, sin lugar a dudas, el resultado de la corrupción o la simplificación de la pronunciación de un nombre árabe. François Viré propuso identificarlo con Abū Zayd Ḥunayn ibn Isḥāq al-ʿIbādī (809-873), médico del califa abasí al-Mutawakkil, por lo tanto, Moamín sería la deformación latina del original Ḥunayn. Posteriormente, a la luz del nombre que aparece en una de las copias del Libro de los animales que cazan, escrito por Muhammad ibn 'Abd Allah ibn Umar al-Bayzar, se quiso ver en Moamín una simplificación de Muhammad. Sin embargo, parece mucho más probable que se trate de una deturpación de la expresión árabe Amir al-mu'minim (Príncipe de los Creyentes). Según esto, entonces, Moamín no sería el nombre el autor, sino el de la persona a la que se le dedicó. 

## Liber Moaminus
El Moamín es un tratado de cetrería en árabe cuyo original es desconocido y solo se tiene acceso a él por medio de la traducción latina que Teodoro de Antioquía realizó antes de 1241 por orden de Federico II de Hohenstaufen cuándo este se halla recopilando material para su De arte venendi cum avibus. Posteriormente fue trasladado a otras lenguas románicas. El tratado se encuentra dividido en cinco partes; tres de ellas dedicadas a la cetrería y las otras dos a los perros de caza. Así, el libro I trata de las aves de caza, de los cuidados que se les han de procurar y la manera de diagnosticar su estado; el libro II presenta, a lo largo de 62 capítulos, las afecciones internas; y el libro III las externas, a las que dedica 15 capítulos. El libro IV y V se centran en los perros y sus enfermedades.
Aunque se desconoce el original árabe del Moamín, sí se conoce la fuente última del mismo, pues en gran medida toma materiales del tratado de al-Ghitrif, un cetrero árabe del siglo VIII.

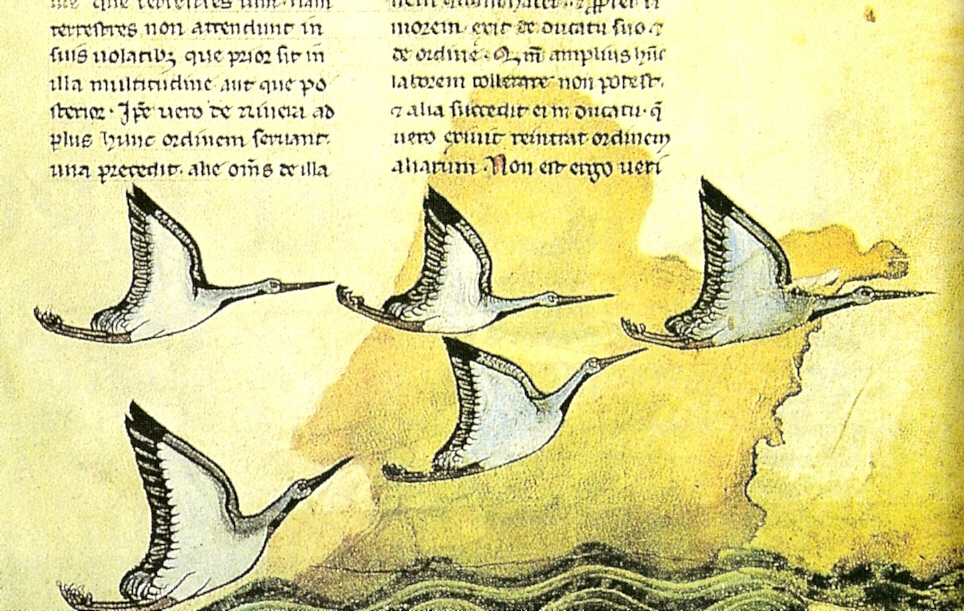
Detalle de De arte venandi cum avibus

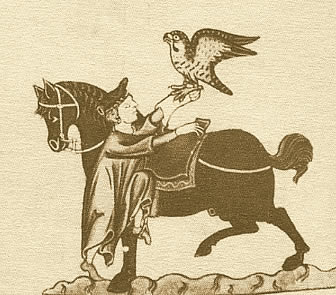
Un cazador con su halcón. Miniatura del De arte venandi cum avibus.

### Difusión del tratado
Una vez vertido al latín gozó de una amplia y rica tradición manuscrita, como lo demuestran los 43 testimonios censados, a lo que hay que añadir varias versiones en lengua romance. 

#### Traducciones vernáculas
Entre las versiones romances, destaca la que realizó al franco-italiano Daniel Deloc de Cremona (1249-1272) por orden del rey Enzo de Cerdeña, hijo bastardo de Federico II, mientras este estuvo preso en Boloña. En el del siglo XIV fue vertida al toscano realizada por el maestro Moroello de Sarzana, y en el siglo XV Iammarco Cinico la tradujo al dialecto napolitano para Fernando I de Nápoles. Existe una versión impresa parcial, en italiano, en una cinquecentina de Sebastiano Antonio de Marinis  (1547).

#### Hipótesis sobre un segundo tratado de cetrería del emperador Federico

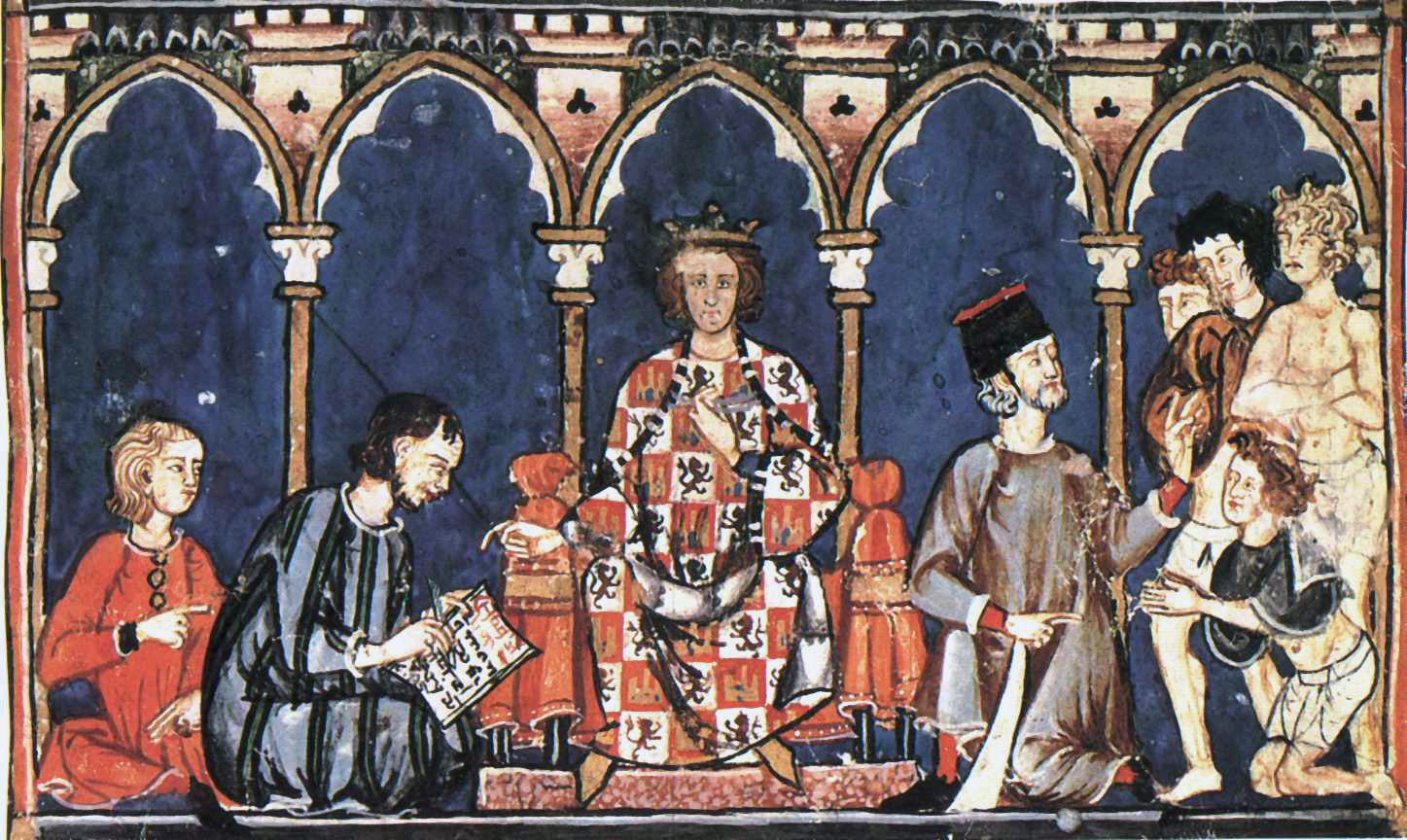
La corte de Alfonso X «el Sabio».

También algunos han sugerido que a Moamín fue incorporado un segundo Falkenbuch, propiedad de Federico II. La conjetura, originalmente propuesta por Haskins, fue seguida por varios estudiosos, incluyendo, en particular, Johannes Fried, y finalmente aceptada por Anna Laura Trombetti Budriesi, autora de una edición crítica (con traducción al italiano) de De arte venandi cum avibus.

#### Libro de los animales que caçan
Durante algún tiempo se ha considerado como una versión castellana del Liber Moaminus, pero directa del árabe, el llamado Libro de los animales que caçan, también conocido, equívocamente, como Arte de cetrería. El error de identificación parte de que cuando se puso en relación el texto latino con el castellano, el único manuscrito de la versión castellana que se conocía (El Escorial, ms. V.II.19) carecía de los cinco primeros folios, en los que debía de constar tanto el nombre del autor como el título de la obra, por lo que debido a su similitud con el Moamín se estableció que el texto castellano era una versión hispánica del mismo. Sin embargo, en 1983 se puso a la venta una manuscrito procedente de la colección del bibliófilo británico sir Thomas Phillipps, manuscrito que fue adquirido en 1985 para la Biblioteca Nacional de España (ms. Reservado 270), que declaraba no solo el título de la obra, Libro de las animalias que caçan sino también el nombre de su autor «Mafomat, fijo d'Aud Alla e nieto de Homar el Acetrero de las aves e de las bestias que caçan», es decir, Muhammad ibn Abdallah ibn Umar al-Bayzar. Sin embargo, la publicación de una parte del original árabe del que procede el Libro de los animales que cazan, el Kitab al-Mutawakkil, ha demostrado que no se puede considerar como un miembro de la familia de los Moamín al texto castellano, aunque tienen ciertas relaciones debido a que comparten fuentes comunes.